# 扈氏狂蛛
扈氏狂蛛（学名：Zelotes hummeli）为平腹蛛科狂蛛属的动物。在中国大陆，分布于内蒙古、新疆等地，多生活于湖边草丛。该物种的模式产地在内蒙古。